# Giống vật nuôi ngoại nhập ở Việt Nam

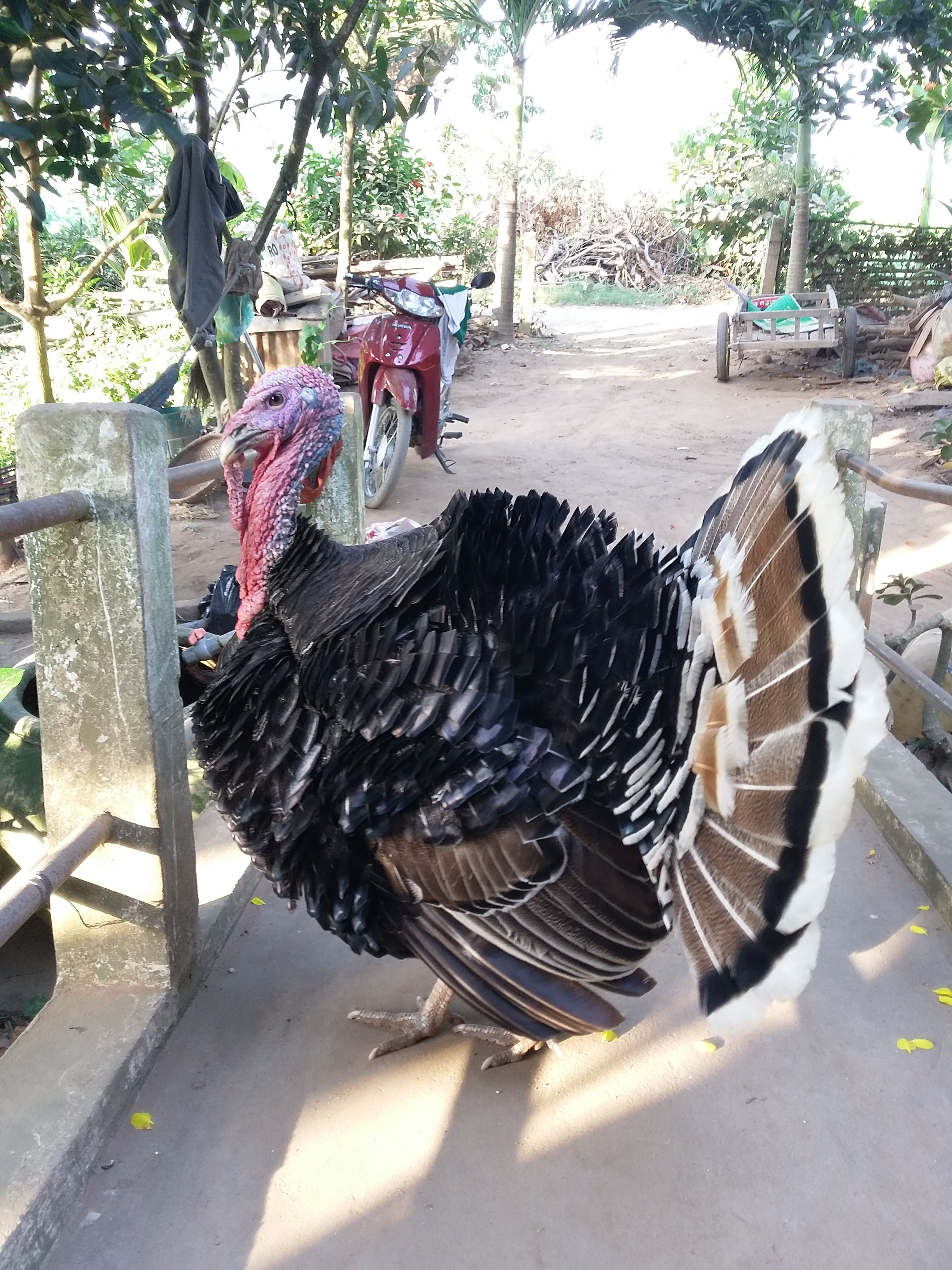
Giống gà tây nhà thường được nuôi ở huyện An Phú tỉnh An Giang

Giống vật nuôi ngoại nhập hay giống vật nuôi nhập nội hay giống vật nuôi nhập khẩu hay còn gọi là giống ngoại là tổng thể các giống vật nuôi có nguồn gốc từ nước ngoài được du nhập vào Việt Nam qua các con đường khác nhau ở các thời điểm khác nhau, thông thường là tư phương Bắc (Trung Quốc, Nhật Bản), phương Tây (các nước Âu Mỹ), hay Ấn Độ, Thái Lan... Đối với các giống ngoại nhập, để thuận tiện cho người nông dân, các giống có tên nước ngoài thường được phát âm trực tiếp bằng tiếng Việt, một số tên gọi được Việt hóa thành tên tiếng Việt.
Theo quy định của Pháp lệnh Giống vật nuôi thì tổ chức, cá nhân chỉ được nhập khẩu giống vật nuôi có trong Danh mục giống vật nuôi được phép sản xuất, kinh doanh. Việc nhập khẩu tinh, phôi cũng phải được cho phép. Tổ chức, cá nhân nhập khẩu giống vật nuôi chưa có trong Danh mục giống vật nuôi hoặc trong các trường hợp đặc biệt khác phải được Bộ trưởng cho phép. Tuy vậy thực tế thì trình trạng nhập lậu là phổ biến, nhất là các giống gà, giống vịt không rõ nguồn gốc, không được kiểm dịch được nhập lậu từ Trung Quốc theo con đường tiểu ngạch đổ về Việt Nam.

## Tổng quan

### Tình hình nhập

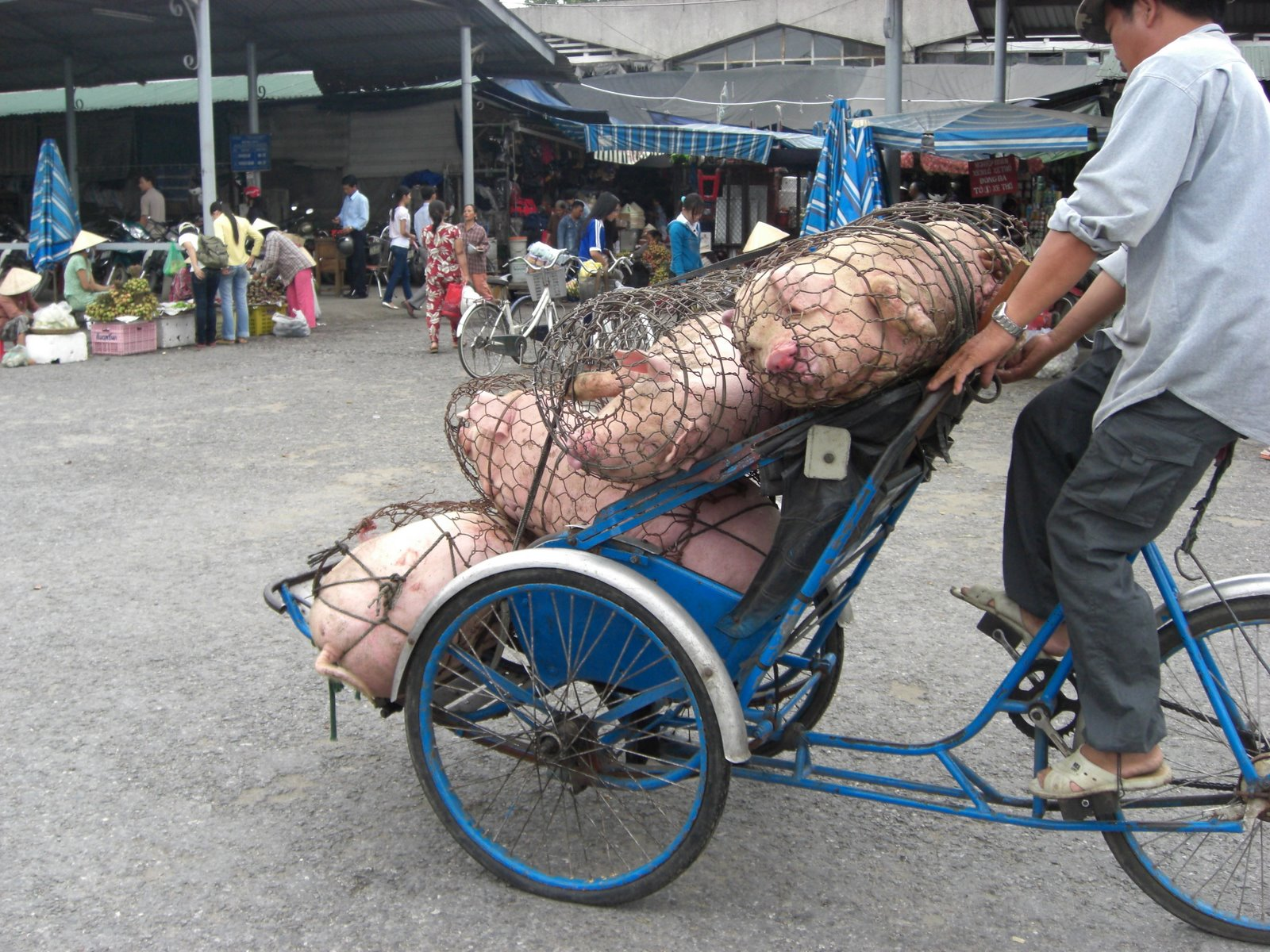
Một xe xích lô chở bán giống lợn trắng ở một chợ tại Hà Nội

Mặc dù Việt Nam là quốc gia có nhiều giống vật nuôi, nhưng phần lớn các giống này đều có năng suất thấp, thời gian nuôi dài, do vậy ngay từ những năm 70 của thế kỷ trước, họ đã phải nhập khẩu một số giống lợn, vịt, gà, bò Lang trắng đen, trâu Murah. Hiện nay thì hàng trăm giống mới đã và đang được du nhập vào Việt Nam, không chỉ có bò, dê, gà mà cả ong, tằm cũng phụ thuộc vào nước ngoài. Ngoài các giống vật nuôi, hằng năm một số giống gia súc, gia cầm mới vẫn được nhập khẩu vào để nuôi khảo nghiệm. Hầu hết các giống vật nuôi phổ biến của thế giới đã có mặt ở Việt Nam. Chỉ tính riêng trong giai đoạn 2000-2010, hằng năm đã nhập khẩu bình quân khoảng 1,0-1,2 triệu con giống gia cầm, nhập 500-1.000 lợn giống, nhập 5.000-6.000 bò giống sữa và bò thịt.
Dù là nước nông nghiệp nhưng mỗi năm Việt Nam phải tốn hàng trăm triệu USD để nhập khẩu con giống. Các giống heo, gà, bò đều phải nhập và phụ thuộc hoàn toàn vào nguồn cung từ các công ty nước ngoài. Mỗi năm Việt Nam tốn khoảng 6 triệu USD (126 tỷ đồng) nhập giống gia súc, gia cầm (chưa tính bò sữa, bò giống). Trong đó, tốn khoảng 2 triệu USD nhập giống lợn, 4 triệu USD giống gia cầm. Bình quân đã nhập khẩu bình quân khoảng 1-1,2 triệu con giống gia cầm, hơn 1.000 heo giống, 7.000-8.000 bò giống sữa và thịt, chưa kể một lượng giống nhập lậu khổng lồ từ Trung Quốc đổ vào Việt Nam. Việt Nam nhập giống vì năng suất, chất lượng giống ngoại tốt hơn hẳn giống ở các cơ sở trong nước. Đây là nguồn nhập để đảm bảo cho việc lai tạo, nâng cao chất lượng vật nuôi và cải thiện giống vật nuôi cho Việt Nam.
Tính chung, hàng năm Việt Nam chi hơn 114 tỷ đồng nhập giống vật nuôi, chỉ tính riêng trong 8 tháng đầu năm 2014, ngành chăn nuôi Việt Nam đã chi 5,44 triệu USD (114 tỷ đồng) nhập khẩu giống lợn và gia cầm, bằng 90% so với giá trị nhập khẩu của cả năm trước. Trong đó, nhập khẩu lợn giống là khoảng 1,52 triệu USD (31,9 tỷ đồng), nhập khẩu gia cầm đạt khoảng 3.92 triệu USD (82 tỷ đồng). Thị trường nhập khẩu lợn giống Việt Nam chủ yếu ở Canada, Mỹ và Thái Lan, trong đó từ lợn giống từ Canada là lớn nhất về lượng và giá trị kim ngạch, chiếm hơn 36,8%. Trái ngược với thế giới, các công ty giống Việt Nam lại bắt đầu từ giống cha mẹ sản xuất ra con thương phẩm. Ngay cả con heo giống cụ kị nhập khẩu về cũng chỉ khai thác được 3-4 năm, những trang trại tự làm cũng được vài năm là thoái hóa giống, năng suất, chất lượng giảm nên năm nào cũng phải nhập giống.

### Tác động

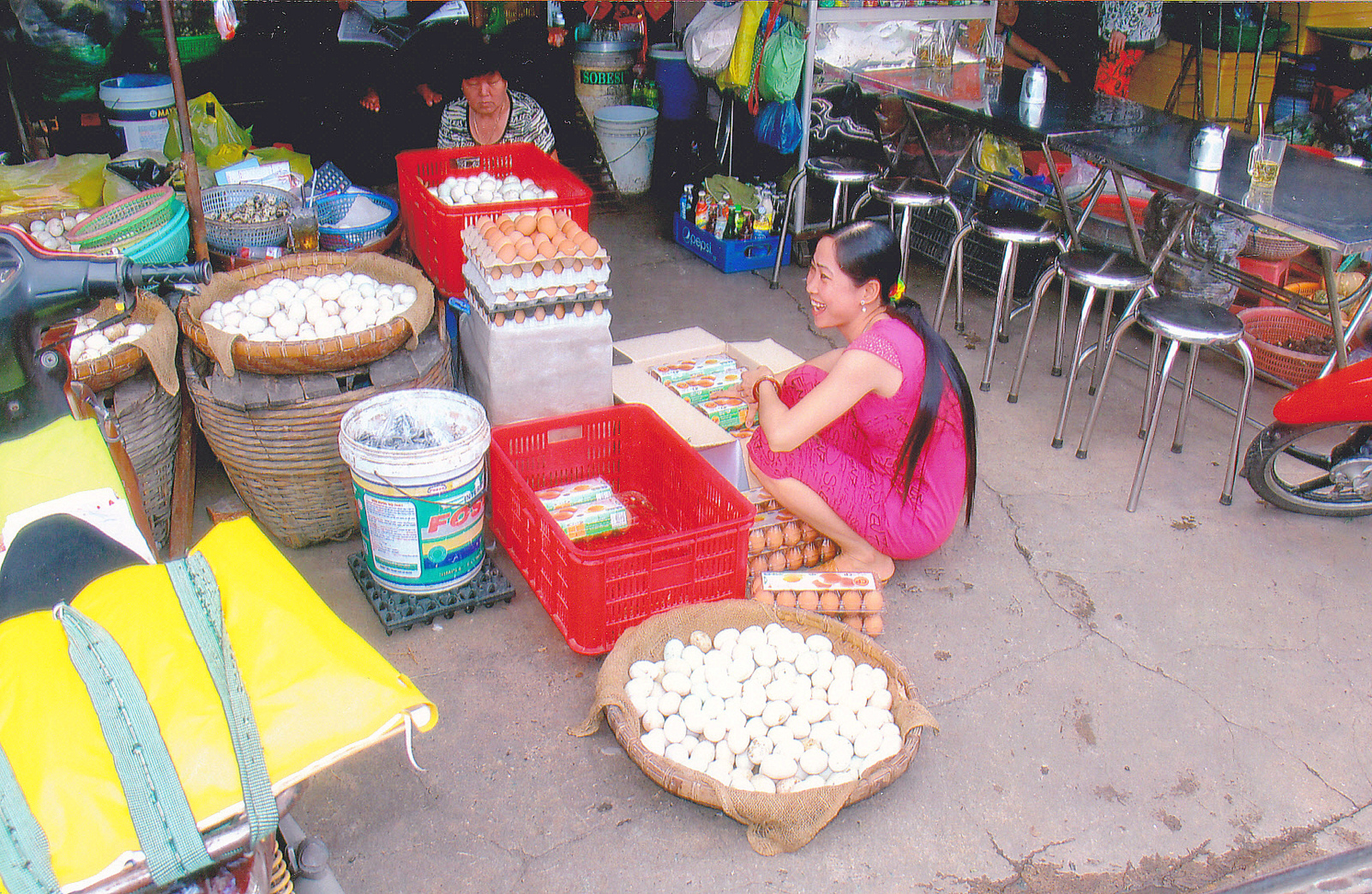
Một chợ bày bán các loại trứng ở Việt Nam

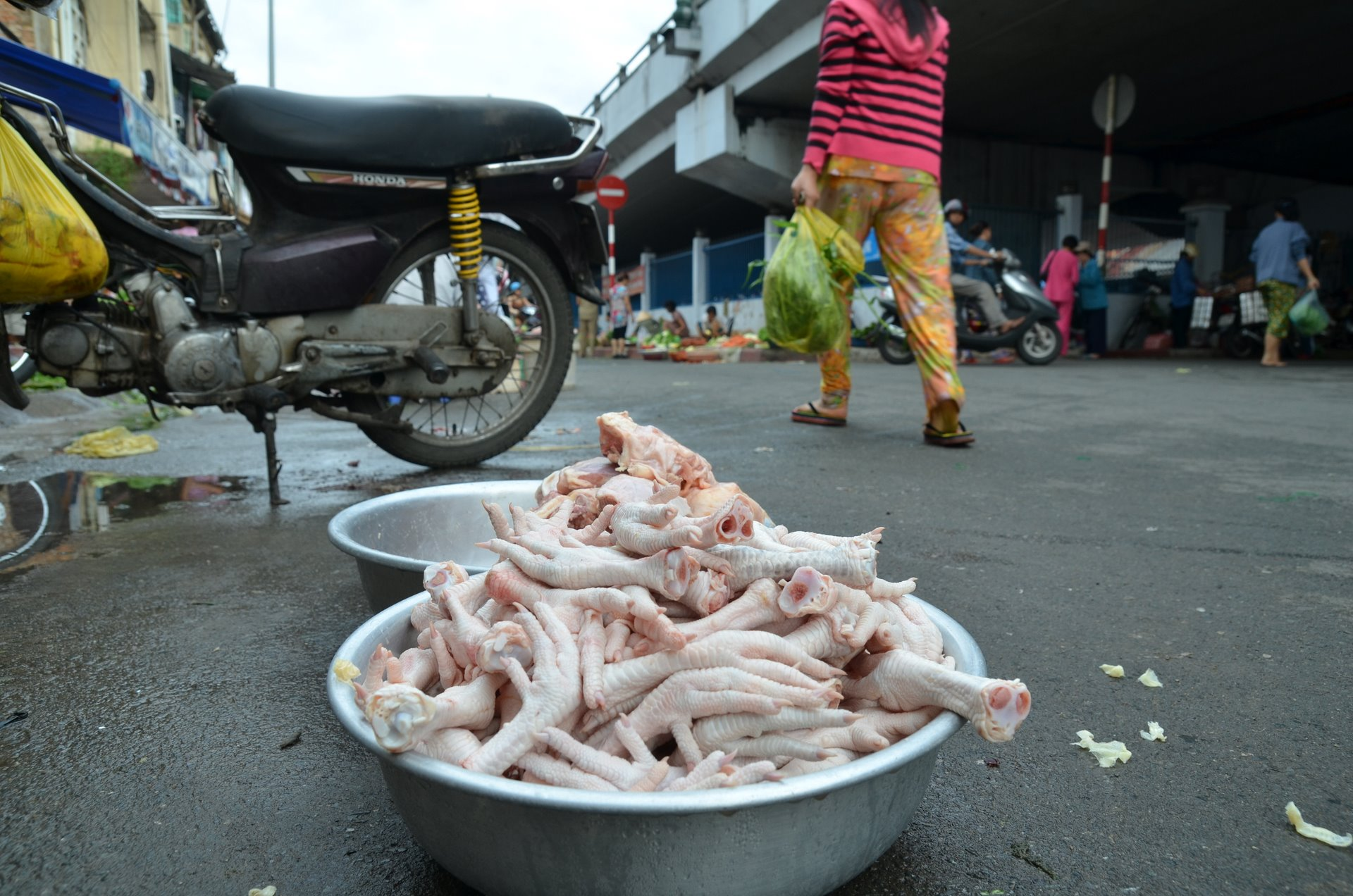
Chân gà được bày bán tại chợ ở Sài Gòn, phần nhiều trong số chúng có nguồn gốc từ Trung Quốc

Việc nhập khẩu nguồn gien mới đã góp phần quan trọng nâng cao năng suất vật nuôi, đa dạng hóa sản phẩm chăn nuôi ở Việt Nam. Hầu hết các giống ngoại không những được đưa vào sản xuất, chăn nuôi trực tiếp, mà còn được sử dụng làm nguyên liệu di truyền để lai tạo nhằm cải thiện năng suất của các giống trong nước. Một số giống vật nuôi nhập khẩu đã được nhân rộng và phát triển mạnh trong sản xuất như các giống lợn, bò sữa, gà. Chính nhờ có các giống vật nuôi nhập khẩu đã thúc đẩy sự phát triển phương thức chăn nuôi trang trại công nghiệp, tạo ra khối lượng sản phẩm hàng hóa lớn. Trên cơ sở nền giống ngoại, ngành chăn nuôi nội địa cũng đã lai tạo được một số nguồn giống tốt phục vụ chăn nuôi và thuần dưỡng. Đây là nguồn gen chuẩn để làm cơ sở nhân giống, cải tiến năng suất, chất lượng đàn giống hiện có trong nước.
Dù vậy, việc nhập khẩu và sử dụng các giống ngoại ồ ạt, thiếu sự kiểm soát gây ra hậu quả cho công tác bảo tồn và khai thác các giống vật nuôi trong nước và mang lại nhiều rủi ro cho ngành chăn nuôi do nhiễm các bệnh dịch mới. Cùng với việc nhập khẩu giống từ nước ngoài là việc du nhập thêm một số bệnh mới trên gia súc, gia cầm mà từ trước tới nay chưa hề có ở Việt Nam. Chẳng hạn bệnh Gumboro ở gà trước đây không có, nhưng nay thì khá phổ biến. Các bệnh cúm gia cầm và tai xanh ở lợn chỉ mới xuất hiện ở Việt Nam trong mấy năm gần đây, nhưng đã trở thành đại dịch. Việc nhập khẩu số lượng lớn, trong nhiều năm chỉ trong ngắn hạn, còn nếu dài hạn sẽ khiến ngành chăn nuôi bị động và mất kiểm soát trong chuỗi giá trị của ngành.

## Giống trâu
Việt Nam hiện nay chỉ nhập nội một giống trâu duy nhất từ Ấn Độ là trâu Mu-ra, chúng được dùng làm nền giống để cải tạo tầm vóc đàn trâu nội.

### Trâu Murrah
Trâu Murrah (phát âm như là: trâu Mu-ra) hay còn được gọi là trâu Ấn Độ được nhập vào Việt Nam từ năm 1958. Sau đó, coi như là món quà của Thủ tướng Ấn Độ Gandhi tặng Thủ tướng Phạm Văn Đồng sau năm 1975. Ấn Độ tặng Việt Nam 502 con trâu Mura (trong đó tặng riêng cho Phạm Văn Đồng hai con) và đã giao đàn trâu này lại cho anh hùng lao động Hồ Giáo nuôi Hiện nay có dự án lai tạo đàn trâu với trâu nội Việt Nam để cải tạo giống trâu nội, Việt Nam còn có một lượng thịt trâu đông lạnh nhập khẩu chính ngạch vào Việt Nam là rất lớn, nhất là trâu Ấn Độ do thịt trâu Ấn Độ có giá rẻ.

## Giống bò
Trên thế giới có rất nhiều giống bò chuyên thịt và bò chuyên sữa với năng suất cao (cao sản), ở Việt Nam, các giống bò nội chủ yếu là kiêm dụng, hầu như không phục vụ cho sản xuất sữa. Để đáp ứng nhu cầu ngày càng cao về thịt bò và sữa bò, Việt Nam cũng đã nhập khẩu, nhập nội nhiều giống bò, nhiều trong số chúng được làm nền để cải tạo đàn bò trong nước, nhất là phong trào Sind hóa đàn bò, các giống bò ngoại nhập nội với mục đích lấy thịt hoặc lấy sữa.
Các giống bò sữa và bò thịt ngoại nhập ở Việt Nam hiện nay là:

### Bò hướng sữa
Có 02 giống bò hướng sữa đang được nuôi tại Việt Nam, chúng đều thuộc nhóm bò ôn đới không có u (Bos taurus) và được du nhập từ phương Tây. Các giống bò sữa trên đều có năng suất gấp nhiều lần giống bò nội, và điều khiến cho người nuôi thích nhất là bò ngoại nhập có thể vắt sữa được ngay. Suốt 30 năm, Việt Nam không nhập bò ngoại cho đến năm 2001 khi chuyến hàng 192 con bò sữa của Mỹ đầu tiên được nhập vào. Một đợt khác lại nhập tiếp 778 con nữa (chủ yếu là giống Holstein và Zersey) từ Australia, nâng tổng số bò sữa ngoại tại Việt Nam lên gần 1.000 con. Nhập bò sữa ngoại đang trở thành một phong trào sôi nổi ở miền Bắc. 

#### Bò Hà Lan
Giống bò sữa Hà Lan Holstein Friesian (phát âm như là Bò Hônxtên-Frisian) là giống bò rất quen thuộc ở Việt Nam trên 30 năm nay. Bò Hà Lan hiện nay là giống chủ lực để lai tạo bò sữa ở Việt Nam. Việt Nam bắt đầu lai tạo bò sữa từ những năm 1959-1960 tại nông trường Ba Vì. Giống bò sữa đầu tiên là Lang trắng đen được nhập từ Trung Quốc, sau đó là nhập Holstein Friesian (HF) từ Cu Ba. Bò Hà Lan thuần đã được nuôi ở hai cao nguyên Mộc Châu và Lâm Đồng. Gần đây, do nhu cầu phát triển nhanh đàn bò sữa, một số tỉnh như Tuyên Quang, Sơn La, Thành phố Hồ Chí Minh, Cần Thơ, An Giang, Nghệ An, Thanh Hóa, Vĩnh Phúc, Hà Nam đã nhập bò HF thuần từ Úc về nuôi. Sự kiện lớn nhất được ghi nhận gần đây là việc Vinamilk nhập 400 con bò sữa mang thai cao sản từ Úc về Thành phố Hồ Chí Minh.

#### Bò Jersey
Bò Jersey (phát âm như là: Bò Jéc-xây) được nhập từ Mỹ về Việt Nam cuối tháng 12 năm 2001, đang trong giai đoạn nuôi thích nghi, giống bò này cũng đã được nhập về Việt Nam để nuôi thử nghiệm bước đầu trong các chương trình nuôi bò sữa cao sản. Tuy vậy có con bò giống cao sản có tên Jersey và Holstein nhập từ Mỹ đã chết do vùng này khí hậu nắng nóng, độ ẩm cao nên bò bị viêm phổi cấp, dẫn đến chết.

### Bò hướng thịt
Bò hướng thịt cao sản được nhập khẩu để đáp ứng cho nhu cầu ngày càng cao của người tiêu dùng Việt Nam nguồn cung bò thịt sản xuất trong nước chưa đáp ứng đủ nhu cầu. Theo Kế hoạch thì Việt Nam tiếp tục thực hiện chương trình Zebu hóa đàn bò hay Sind hóa đàn bò để tạo đàn bò cái nền tốt, từ đó lai tạo ra các giống bò thịt phù hợp với từng vùng miền, làm cơ sở cho việc chuyển dần đàn bò thịt từ sản xuất nhỏ lẻ sang sản xuất hàng hóa, nhập khẩu bò đực giống tốt để sản xuất tinh đông lạnh phục vụ thụ tinh nhân tạo. Có hai nhóm bò hướng thịt (lấy thịt) gồm nhóm bò thịt nhiệt đới nhập từ Ấn Độ (nhóm bò u hay bò Zêbu - Bos indicus), Mỹ, Úc và bò thịt ôn đới không có u (Bos taurus) nhập từ châu
Các giống bò hướng thịt nhập nội được liệt kê (chưa đầy đủ) dưới đây:

#### Bò Sind
Bò Red Sindhi hay bò Sind đỏ hay còn gọi đơn giản ở Việt Nam là bò Sind (phát âm như là bò Sin) là giống bò kiêm dụng cho thịt và sữa, tỷ lệ thịt xẻ 50%. Việt Nam nhập khẩu từ Ấn Độ và hay dùng bó cái ta vàng lai với tinh bò Red Sindhi để tạo ra con lai F1 hay còn gọi là bò lai Sind, con lại này được dùng làm nền để lai tạo với các giống bò cao sản và hiện có chủ trương Sind hóa đàn bò.

#### Bò Brahman
Bò Braman (phát âm tiếng Việt như là Bò Brátman) là một loại bò thịt thuộc giống bò Zebu. Bò Brahman có thể lực tốt, thích nghi cao với điều kiện nhiệt đới, khô hạn. Việt Nam nhập khẩu giống bò này từ Ấn Độ.

#### Bò Sahiwal
Bò Sahiwal (phát âm tiếng Việt như là bò Sa-hi-van) là giống bò kiêm dụng cho cả sữa lẫn thịt. Bò có màu vàng sẫm hoặc màu vàng hơi đỏ tối, một số có màu vàng như bò vàng Việt Nam, thể chất chắc chắn, có ngoại hình. Tỷ lệ thịt xẻ 50%. Việt Nam nhập khẩu bò từ Ấn Độ và để lấy thịt.

#### Bò Úc
Bò Droughmaster (phát âm tiếng Việt như là: Bò Đróc-mát-xtơ) có nghĩa la Bậc thầy về chịu hạn hay Thần chịu hạn) hay còn gọi là Bò Úc. Bò được lai tạo ở Úc, chúng kháng ve và các bệnh ký sinh trùng đường máu tốt, thích ứng với điều kiện chăn thả ở vùng nóng ẩm hoặc khô hạn. Bên cạnh việc nhập giống thì Việt Nam còn nhập về một lượng lớn thịt bò Úc vào thị trường nội địa.

#### Bò Angus
Bò Angus (phát âm tiếng Việt như là bò An-gút) có tên đầy đủ là Aberdeen Angus là giống có ngoại hình, thể chất chắc chắn, khỏe mạnh. Bò thường không có sừng, có chất lượng thịt tốt, có các vân mỡ xen kẽ trong các thớ thịt, giúp thịt mềm và béo. Việt Nam nhập giống này từ Mỹ và Úc.

#### Bò Charolais
Bò Charolais (phát âm tiếng Việt như là: Bò Cha-ro-la-ít) là một giống bò thịt có nguồn gốc từ vùng Charolles của nước Pháp. Bò có tính trầm, hiền lành và chịu kham khổ. Nhược điểm của bò Charolais là chất lượng thịt chưa cao như bò Angus.

#### Bò Limousin
Bò Limousin (phát âm tiếng Việt như là Bò Li-mu-sin) là một giống bò thịt có nguồn gốc từ vùng Limousin và Marche, miền Nam trung tâm nước Pháp. Đây là giống bò chuyên thịt rất nổi tiếng, thịt có chất lượng cao. Bò thích hợp với vùng khí hậu ôn đới.

#### Bò Crymousine
Bò Crymousine (phát âm tiếng Việt như là Bò Cry-musin) được tạo ra và nuôi nhiều ở châu Mỹ La tinh. Việt Nam đã nhập từ Cuba giống bò này. Bò thuần lông màu nâu nhạt. Khi trưởng thành bò đực có khối lượng 1000–1200 kg, bê 6–12 tháng tuổi tăng trọng 1100g/ngày, tỉ lệ thịt xẻ 60 – 61%.

#### Bò Bỉ
Bò lang trắng xanh Bỉ hay còn gọi là BBB (Blanc-Blue-Belgium) là giống bò chuyên dụng thịt của Bỉ. Bê F1 BBB sinh ra khỏe mạnh, thích nghi với điều kiện, môi trường sống. Dễ nuôi, phàm ăn, lớn nhanh

#### Bò Nhật Bản
Bò Nhật Bản hay còn gọi là Bò Kobe (bò Kô-bê) là một giống bò quý của Nhật. Trang trại bò Kobe đầu tiên được xây dựng tại xã Tân Lạc, huyện Bảo Lâm (Lâm Đồng) và bò giống được nhập từ Nhật. Với việc nuôi thành công bò Kobe, Việt Nam cũng đã gia nhập vào hàng ngũ một số nước nuôi giống bò quý hiếm này.

## Giống dê
Trong vòng 20 năm qua, Việt Nam đã nhập một số giống dê từ Mỹ và Ấn Độ phục vụ cho công tác lai tạo với các giống dê trong nước. Các giống dê này hiện nuôi chủ yếu ở Trung tâm Nghiên cứu dê và thỏ Sơn Tây (Hà Nội).
Dưới đây liệt kê (chưa đầy đủ) danh sách các giống dê nhập nội ở Việt Nam hiện nay:

### Dê Jumnapari
Dê Jumnapari (phát âm như là: Jăm-pa-ri) được nhập từ Ấn Độ năm 1994, Là giống dê kiêm dụng sữa-thịt. Dê Jumnapari phàm ăn và chịu đựng tốt với thời tiết nóng bức. Dê có lông màu trắng, thường có khoang màu nâu hay đen ở phần đầu và cổ. Tai dài, mềm và rủ xuống. 

### Dê Beetal
Dê Beetal (phát âm như là: Dê Bít-tan) Nhập từ Ấn Độ từ năm 1994, Là giống dê kiêm dụng sữa-thịt. Dê phàm ăn, hiền lành. Dê có màu lông đen, khoang trắng hoặc nâu cánh dán. Chân cao. Khả năng sản xuất sữa 1,7-2,6 lít/ngày với chu kỳ cho sữa là 190-200 ngày, cao hơn dê Jumnapari.

### Dê Barbari
Dê Barbari (phát âm như là: Dê Bắcbari) Nhập từ Ấn Độ năm 1994, Là giống kiêm dụng thịt-sữa. Dê Barbari có tầm vóc vừa phải, thân hình thon chắc. Dê dễ nuôi, ăn tạp, chịu đựng kham khổ tốt, hiền lành, thích ứng rộng và rất phù hợp với các hình thức chăn nuôi ở Việt Nam. 

### Dê Saanen
Dê Saanen (phát âm như là Dê Xa-nen) được nhập từ Mỹ năm 2002, Là giống dê chuyên sữa. Dê có khả năng thích ứng tốt. Dê có màu lông trắng sữa, có thể có đốm đen hay nâu, lông ngắn. Tai tròn và hướng lên trước. Dê có tầm vóc lớn. 

### Dê Alpine
Dê Alpine (phát âm như là Dê An-pin) nhập từ Mỹ năm 2002, là giống dê chuyên sữa. Dê có khả năng thích ứng tốt với khí hậu nhiệt đới. Mầu lông nâu và nâu đen. Tai hướng về phía trước. Thường có sừng. Tầm vóc to. 

### Dê Boer
Dê Boer (phát âm như là: Dê Bô-ơ) hay còn gọi là dê Hà Lan, là giống dê chuyên thịt nhập vào Việt Nam từ Mỹ năm 2002. Dê có ngoại hình đặc trưng hướng thịt: tròn mình, chân thấp, cơ bắp nở nang. Tăng trọng nhanh. Tỷ lệ thịt xẻ cao 50-55%. 

## Giống ngựa
Việt Nam nhập ngoại giống ngựa chủ yếu từ thời Liên Xô, trước đó trong quá trình diễn tiến lịch sử, trên lãnh thổ Việt Nam cũng đã có nhiều giống ngựa ngoại.

### Ngựa Cabardin

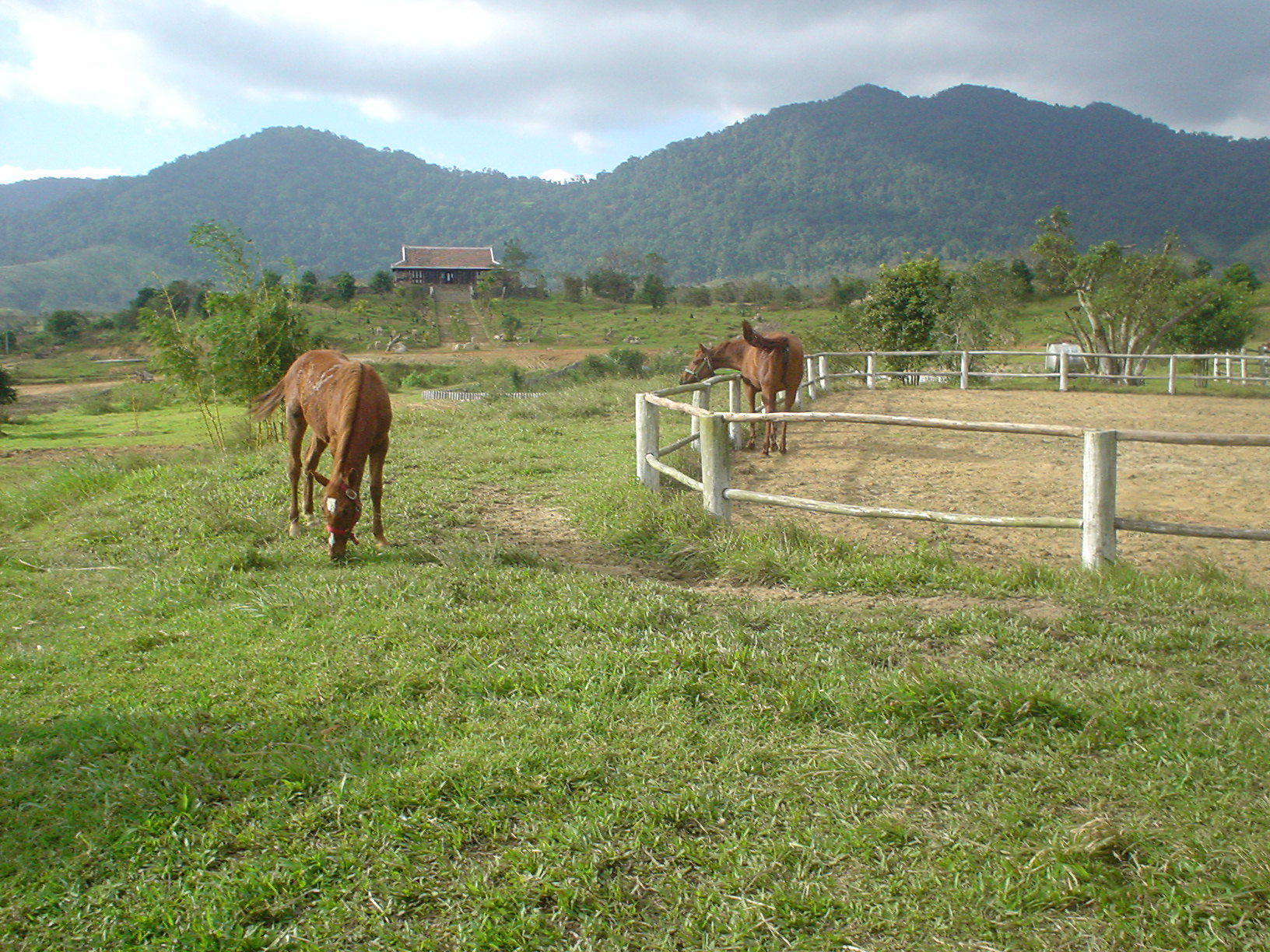
Nuôi ngựa ở Tây Nguyên, giống ngựa Phú Yên lai Cacbadin

Ngựa Cabardin (phát âm như là Ngựa Các-ba-đin) nhập về từ thời (Liên Xô cũ) nên thích ứng với điều kiện sống, làm việc ở miền núi Việt Nam. Là nòi ngựa có tầm vóc dáng cao, có khả năng chạy đường núi hiểm trở, khó khăn. Chúng được nhập về để dùng cho bộ đội biên phòng và cũng làm nền để cải thiện tầm vóc của ngựa nội Việt Nam.

### Giống khác
Trước đây, Việt Nam quy định công nhận các giống ngựa đua, ngựa kéo, ngựa lai, các tổ hợp lai giữa của chúng. Trong số này, một số dòng ngựa này trước đây cũng được nhập về Việt Nam phục vụ cho đua ngựa tại trường đua Phú Thọ như giống ngựa Thuần Chủng, ngựa Ả rập, ngựa Ănlê-Ảrập, ngựa Cape. Nhưng nay do trường đua Phú Thọ bị đóng cửa nên không còn phổ biến. Hiện nay theo quy định, giống ngựa đua không được xem là giống vật nuôi vì nó không nhập về với mục đích sản xuất.

## Giống lợn
Hiện Việt Nam chủ yếu nhập lợn đực giống với ba chủng: Lợn Yorkshire, Lợn Landrace, Lợn Pietrain và Lợn Duroc. Giống Yorkshire (heo đại bạch trắng có xuất xứ từ Anh) hiện đang là giống được nhập khẩu nhiều nhất ở thị trường Việt Nam, chiếm khoảng 76% so với tổng đàn hiện có. Chúng là nền để lai giống với đàn lợn trong nước theo chủ trương trắng hóa đàn lợn. Nguyên nhân nhập lợn giống ngày càng tăng là vì năng suất và chất lượng các giống ngoại tốt hơn hẳn so với các giống trong nước.
Mmột con lợn nái giống ngoại đẻ được 28 con/năm, trong khi đó con giống trong nước chỉ có 18 con/năm; con giống nội địa tiêu tốn nhiều thức ăn hơn, để được 1 kg thịt, lợn giống nội cần tới 2,8 kg thức ăn, trong khi giống lợn ngoại chỉ cần 2,4 kg thức ăn). Các giống lợn nhập đa dạng, chủ yếu thông qua nhiều quốc gia như Liên Xô, các nước Đông Âu trước đây, ngày nay, Việt Nam chủ yếu nhập heo giống từ Mỹ, Canada, Anh, Hà Lan, Đan Mạch.
Dưới đây liệt kê (chưa đầy đủ) các giống lợn ngoại nhập vào Việt Nam hiện nay

### Lợn Yorkshire
Lợn Yorkshire (phát âm như là Lợn Y-oóc-sai) có nguồn gốc từ vùng Yorkshire nước Anh. Lợn Yorkshire có khả năng thích nghi tốt hơn các giống lợn ngoại khác. Lợn Yorkshire có lông trắng tuyền, tai đứng, trán rộng, ngực rộng, ngoại hình thể chất chắc chắn, nuôi con khéo, chịu được kham khổ, chất lượng thịt tốt, khả năng chống chịu stress cao. Ở Việt Nam, ký hiệu giống lợn này là Y

### Lợn Đại Bạch
Là giống lợn nhập từ Liên Xô trước đây. Nguồn gốc của chúng là giống lợn Yorkshire của Anh. Ở Việt Nam lợn Đại Bạch nhập vào từ năm 1964 từ Liên Xô. Giống lợn này được nuôi khá phổ biến từ những năm 70 đến 80, sau đó nhập các dòng lợn Yorkshire từ các nước khác cũng có tầm vóc lớn. Đến nay, loại hình Đại Bạch Nga gần như được thay thế nhiều bằng các giống lợn Yorkshire.

### Lợn Landrace
Lợn Landrace (phát âm như là: Lợn Lan-đrát) là một giống lợn cao sản. Hiện nay có nhiều giống lợn Landrace những giống nhập nội vào Việt Nam có xuất xứ từ Đan Mạch, mình thon nhọn, lông da trắng tuyền, mõm dài thẳng, hai tai to ngả về phía trước che cả mắt, mình lép, 4 chân hơi yếu, đẻ nhiều, tỷ lệ nạc cao. Ở Việt Nam ký hiệu giống lợn này là L hay LR

### Lợn Duroc
Lợn Duroc (phát âm như là Lợn Đu-rốc), giống lợn này có xuất xứ từ Bắc Mỹ. Lợn Duroc có thân hình vững chắc, lông có màu từ nâu nhạt đến nâu sẫm, bốn chân to khỏe, cao, đi lại vững vàng, tai to ngắn, gập về phía trước, mông vai nở, tỷ lệ nạc cao, có chất lượng thịt tốt. Ở Việt Nam ký hiệu giống lợn này là D hay Du

### Lợn Pietrain
Lợn Pietrain (phát âm như là Lợn Pi-trên) Có xuất xứ từ Bỉ, lông da màu trắng đen xen lẫn từng đám, tai thẳng đứng, đầu to vừa phải, mõm thẳng, 4 chân thẳng, mông rất nở, lưng rộng, đùi to, nhiều nạc nhất trong các giống, tim yếu, khả năng chịu đựng kém, nhạy cảm với stress. Hiện nay, Việt Nam đã sử dụng giống mới là lợn Pietrain kháng Street. Ở Việt Nam ký hiệu giống lợn này là P hay Pi

### Lợn Hampshire
Lợn Hampshire (phát âm như là Lợn Ham-sai) Đây là giống lợn xuất xứ từ Bắc Mỹ từ thế kỷ 19, có màu lông da đen, vùng ngực và chân trước có màu lông da trắng. Tai thẳng, đầu to vừa phải, mõm thẳng, chân khỏe và chắc chắn, năng suất cao, chúng là một giống lợn cao sản.

### Lợn Berkshire
Lợn Berkshire (phát âm như là Lợn Béc-sai) được nhập vào Việt Nam năm 1959. Khả năng thích nghi của chúng khá tốt song khả năng sản xuất, khả năng lai tạo với các giống lợn nội kém hơn các giống lợn khác nên nó bị đào thải vào những năm 1970. Sau thập niên 70, giống lợn này không được lựa chọn ở nhiều nước và dần dần không sử dụng. Giống lợn Berkshire nhập vào nuôi từ những năm 1920 đã tạo ra giống lợn Ba Xuyên ngày nay ở Nam Bộ.

### Lợn Cornwall
Lợn Cornwall (phát âm như là Lợn Con-uôn) có nguồn gốc xuất xứ từ nước Anh tại các quận Cornwall Devon và Essex. Lợn được nhập vào Việt Nam năm 1974, qua Hungary nuôi thích nghi ở Ba Vì, do không thích hợp về khí hậu nên Lợn được chuyển vào nông trường giống lợn Triệu Hải năm 1976. Đến năm 1993, do chủ trương trắng hóa đàn Lợn tại các tỉnh Thừa Thiên Huế và Quảng Trị giống lợn này được loại bỏ hoàn toàn ở khu vực Bình – Trị – Thiên.

### Lợn Edell
Lợn Edell (tên đầy đủ là: Deutsches Edelschwein  hay Daetsche Edell schweine), phát âm tiếng Việt như là Lợn Ê-đen, hay còn gọi là lợn DE là một giống lợn nội địa của nước Đức, chúng phổ biến từ Trung Âu tới vùng Balkan. Lợn được Viện chăn nuôi Việt Nam nghiên cứu nhưng không sử dụng. Lợn có có xương lớn, tầm vóc trung bình, có lông trắng trên làn da trắng, chúng một cái đầu rộng với đường mũi bị móp và thường tai dựng đứng. Lợn nái đạt trọng lượng 250–300 kg và chiều cao tới vai khoảng 80 cm, lợn đực có trọng lượng lên tới 350 kg và cao 85 cm. Mỗi lứa thường đến lên đến 12 lợn con sinh ra.

### Lợn Dalland
Lợn Dalland (phát âm tiếng Việt như là Lợn Đa-lan) là giống lợn lai được tạo ra từ 4 giống lợn: Y (Yorkshire), D (Duroc), L (Landrace) và Pi (Pietrain). Lợn có màu lông da trắng, minh trường, tai to và hơi rũ, 4 Chân vững chắc. Lợn nái đẻ sai (10-14 con lứa) nuôi con khéo. Lợn Daiiand dùng làm dòng nái để sản xuất lợn thịt thương phẩm.

### Lợn Meishan
Lợn Meishan (phát âm: Lợn Mây-san; hay lợn Mi Sơn) hay lợn mặt nhăn là giống lợn có nguồn gốc từ Trung Quốc. Hiện nay, Việt Nam không lựa chọn giống lợn Meishan trong chương trình nạc hóa đàn Lợn nhưng giống lợn này được đưa vào Việt Nam thông qua công ty chăn nuôi PIC (Anh Quốc) từ năm 1995 theo các giống lợn ngoại khác để tạo ra một giống lợn có máu của 5 giống lợn khác nhau (Lợn Landrace, Yorkshire, Lợn Duroc, Lợn Peitrain, Meishan) có năng suất cao và chất lượng thịt tốt.

### Lợn lai L
Lợn L hay còn gọi là lợn lai, là tổ hợp các dòng lai từ các giống ngoại khác nhau tạo la giống lai thương phẩm, hiện nay các dòng lợn của công ty PIC (L19, L95, L06, L11, L64) hay còn gọi là Lợn L (19, 95, 06, 11, 64) được Việt Nam công nhận chính thức. Các dòng lai này được sử dụng dựa trên các ký hiệu của một số dòng lợn ngoại được sử dụng như: Lợn Yorkshire (Y) – lợn Landrace (L hoặc LR) – Lợn Duroc (D hoặc Du) – Lợn Pierrain (Pi) – Lợn Móng Cái (MC). 

### Lợn FH
Lợn lai Pháp hay còn gọi là Lợn FH (France Hybrid): Là dòng lọn lai của công ty France Hybrid (Pháp). Lợn có màu lông da trắng, minh trường, mông vai nỡ, chân khoẻ. Lợn nái đề tốt, nuôi con khéo. Lợn nái FH chỉ dùng làm lợn dòng nái để sản xuất ìợn thịt thương phẩm 4 máu. Các dòng lợn của công ty France Hybrid (FH 004, FH 012, FH016, FH 019, FH025, FH 100). Lợn FH (004, 012, 016, 019, 025, 100).

### Lợn VCN
Lợn VCN (VCN là viết tắt của Viện Chăn nuôi) là các giống và dòng lợn lai thương phẩm từ các giống lợn ngoại do Viện Chăn nguôi nghiên cứu phát triển. Lợn VCN-MS15, Lợn VCN (01, 02, 03, 04, 05, 11, 12, 21, 22, 23) trong đó Giống lợn VCN-MS15 đã được Bộ Nông nghiệp và Phát triển nông thôn công nhận đưa vào sản xuất đại trà từ tháng 8 năm 2014. Giống lợn VCN-MS15 là nguồn gen quý hiếm để sử dụng trong việc cải tạo, nâng cao năng suất đàn nái nền nuôi trong quy mô công nghiệp, các nông hộ và tại các vùng kinh tế khó khăn hiện nay ở Việt Nam.

## Giống gà
Việt Nam hàng năm nhập khẩu một lượng lớn các giống gà công nghiệp. Hiện chủ yếu nhập gà giống với 14 giống gà được nhập từ New Zealand và Mỹ. Nhập khẩu gia cầm tăng nhanh và ổn định, bình quân đạt 5,6%/năm trong giai đoạn 2000 - 2011, số lượng gà giống nhập về tại Việt Nam đã tăng lên khoảng 739 nghìn con. Đây là kết quả quá trình nhập khẩu giống phục vụ cải thiện và nâng cao năng suất, chất lượng giống vật nuôi Việt Nam, bên cạnh đó gà giống nhập lậu gia tăng. Hiện các giống gà nhập khẩu nuôi tại Việt Nam đạt năng suất thịt, trứng tương đương 87-92% so với nguyên gốc
Về gà thả vườn có ba dòng nhập từ Trung Quốc là Tam Hoàng dòng Jangcun, Tam Hoàng dòng 882 và Lương Phượng. Gà Kabir nhập từ Israel, gà Sasso nhập từ Pháp. Gà lai thả vườn H-98, M-98, TL-95, BT-1 và BT-2. Bên cạnh đó, còn có các giống gà thả vườn kiêm dụng, vừa lấy thịt, vừa lấy trứng: Rhode-Ri và BT-1. So với gà ri, gà tàu vàng hoặc các giống gà địa phương có từ lâu đời ở Việt Nam, các giống gà thả vườn nhập nội hoặc lai tạo đều có tốc độ tăng trọng cao, sản lượng trứng cao, tiêu tốn thức ăn thấp, đồng đều về ngoại hình và trọng lượng. Tuy nhiên, chất lượng thịt không ngon và thơm bằng các giống gà ta. Hiện nay, các cơ sở giống đang có khuynh hướng cung cấp các giống gà nuôi thả vườn có màu lông càng giống lông gà ta (gà ri, gà Tàu vàng).
Trong số các giống gà nhập nội, các giống gà lông màu được Việt Nam ưa chuộng rộng rãi, kể cả lấy trứng và lấy thịt, hiện nay thị phần gà lông màu trên nằm trong tay các doanh nghiệp nội địa, tuy vậy nguồn giống vẫn phải phụ thuộc vào nước ngoài. Đối với gà lông trắng, Việt Nam đang có khoảng gần 10 giống gà lông trắng khác nhau được nhập khẩu từ nhiều nước, tất cả phải phụ thuộc vào giống nhập khẩu và Các công ty chăn nuôi FDI chiếm khoảng 80% thị phần gà lông trắng tại Việt Nam. Ngoài ra còn một số giống gà nhập khẩu để làm kiểng.

### Gà hướng thịt
Gà hướng thịt có đặc điểm chung là tầm vóc lớn, có hình dạng cân đối tốc độ sinh trưởng nhanh, cơ thể có dạng hình khối vuông, hay hình chữ nhật ngực sâu, lưng dài, rộng, phẳng, đùi lườn phát triển, nhanh lớn và chóng cho thịt. Nhiều giống gà thịt là giống gà lông trắng. Ở Việt Nam thịt gà từ các giống gà lông trắng không được ưa chuộng bằng những giống gà lông màu, thịt gà lông trắng chủ yếu phục vụ cho chế biến các sản phẩm công nghiệp, thức ăn công nghiệp.
Dưới đây liệt kê (chưa đầy đủ) các giống gà hướng thịt nhập nội ở Việt Nam

#### Gà Arboi Acres
Gà AA hay gà Arbor Acsres là giống gà hướng thịt cao sản có nguồn gốc từ Mỹ, nhập vào Việt Nam qua Malayxia, Thái Lan, lông màu trắng tuyền, vỏ trứng màu nâu, mào đơn, có những đặc tính giống gà AA.

#### Gà Avian
Gà Avian (phát âm tiếng Việt: gà A-vi-ăng) là giống gà công nghiệp hướng thịt có nguồn gốc do hãng Avian Farm Inc. cung cấp, giống này được nhập vào Việt Nam từ Thái Lan. Hiện nay giống gà này đang được nuôi nhiều tại và các tỉnh phía Nam Việt Nam. Gà mái có sản lượng trứng 190 quả/năm. 

#### Gà Hybro
Gà HV 85 là giống gà chuyên dụng thịt có nguồn gốc ở Hà Lan, nhập vào Việt Nam từ Cuba năm 1985. Có 4 dòng thuần chủng A, V1, V3, V5. Sau 3 năm nuôi, thích nghi tốt ở Việt Nam có tên gọi HV85. Lông màu trắng tuyền. Mào đơn, kém phát triển. 

#### Gà Redbro
Là giống gà công nghiệp chuyên thịt nằm trong bộ giống gà Hubbard Isa của Cộng hoà Pháp. Đây là giống gà có ưu điểm tốc độ sinh trưởng nhanh, khả năng cho thịt cao phát triển ở hầu hết các nước trên thế giới, chúng còn một giống gà lông màu được Nhà nước nghiên cứu phục vụ cho việc phát triển đàn gà tại miền Trung Việt Nam.

#### Gà Grimaud
Gà Grimaud (phát âm như là: Gà Gri-mô) gà hậu bị của Pháp là giống gà công nghiệp hướng thịt. Gà màu GRI-MAUD (gồm 3 dòng: L11, GF24, GF26). Ở Việt Nam chúng được nuôi với vai trò của gà hậu bị. Năm 2007, Tổng Công ty Chăn nuôi tiếp tục nhập giống gà Grimaud. Tháng 10 năm 2007 lứa gà bố mẹ đầu tiên gồm 2 dòng L11và GF86 đã được xí nghiệp gà giống Tam Đảo nhập về.

#### Gà Hubbard
Gà Hubbard (phát âm như là gà Hu-bát) là giống gà công nghiệp hướng thịt có nguồn gốc từ Mỹ, được nuôi nhiều ở các tỉnh phía Nam Việt Nam trong đó giống gà bố mẹ nhập từ Cộng hòa Pháp. Đây là giống gà bố mẹ nhập từ Cộng hòa Pháp có khả năng sinh trưởng nhanh, thời gian nuôi ngắn.

#### Gà Plymouth
Gà Plymouth (phát âm tiếng Việt: gà Ply-mút) có nguồn gốc từ Mỹ, nhập về Việt Nam để nuôi lấy thịt. Lông màu trắng tinh, hoặc vân đen, thân hình hơi ngắn, ngực nở. Sản lượng trứng từ 150 – 160 trứng/ năm. Tiêu tốn thức ăn 3 kg thức ăn cho 1 kg tăng trọng. Gà có thể nuôi theo kiểu bán công nghiệp.

#### Gà Cornish
Là giống gà bản địa nặng cân chuyên dùng cho việc sản xuất thịt có nguồn gốc ở Anh. Gà Cooc–nis được dùng làm dòng trống lai với các giống nặng cân trung bình sẽ cho hiệu quả kinh tế cao. Việt Nam đã nhập gà Cooc – nit dòng K để khảo sát các công thức lai lấy thịt. 

#### Gà Ross 208
Còn được biết đến với tên gọi là gà Linh Phượng là giống gà công nghiệp siêu thịt có nguồn gốc từ Aisolen, nhập về Việt Nam từ HungGaRi. Chúng dễ nuôi và mau cho thu hoạch một cách siêu tốc do chúng ăn rất khỏe, có con chỉ cần nuôi trong vòng 37 ngày là đã đủ ký đem đi bán. Dù vậy thịt chúng không ngon, không chắc, bở, mềm xèo, ăn giống như ăn cục bột nên không được chuộng.

#### Gà BE
Xuất xứ từ Cuba, là giống gà công nghiệp hướng thịt cao sản. Gà dòng thuần có màu lông trắng, gà có năng suất cao, ưu thế rõ rệt khi được lai với các dòng gà mái khác. Bộ giống gà thuần chủng gồm 4 dòng: Hai dòng trống B1, E1 và hai dòng mái B4 và E3 của Cu Ba được nhập vào Việt Nam từ năm 1993 dưới sự hỗ trợ của các chuyên gia nông nghiệp của Cu Ba.

#### Gà ác Thái Hòa
Là giống gà có nguồn gốc từ huyện Thái Hòa, tỉnh Giang Tây, Trung Quốc. Gà được nuôi với mục đích chính làm thực phẩm dinh dưỡng. Gà được nhập vào Việt Nam nuôi từ năm 1999. Hiện nay, gà ác Thái Hòa chủ yếu được nuôi thịt để sản xuất nguồn thực phẩm bổ dưỡng. Trong sản xuất giống, nhà sản xuất thường dùng gà ác Thái Hòa để lai tạo nhằm mục đích cải tạo tầm vóc các giống gà ác Việt Nam.

#### Gà Hắc Phong
Gà đen Trung Quốc hay con gọi là gà Hắc Phong có xuất xứ từ vùng Xích Thủy, Trung Quốc. Chúng có thịt đen, xương đen, lông đen, mào thâm hoặc đỏ nhạt. Đây là giống gà có họ hàng rất gần với gà H’Mông của Việt Nam, chúng được nuôi để làm thương phẩm. Giống gà này mới du nhập vào Việt Nam.

### Gà hướng trứng
Gà chuyên trứng thường có kết cấu thanh gọn, tiết diện hình tam giác, phát dục sớm, mắn đẻ. Ngoài giống gà Leghorn là giống gà lông trắng, phần đông các giống gà hướng trứng nhập loại là giống gà lông màu.
Dưới đây liệt kê (chưa đầy đủ) các giống gà hướng trứng nhập nội ở Việt Nam hiện nay

#### Gà Leghorn
Gà Lơ-go là giống gà công nghiệp chuyên trứng lông trắng của Ý, chúng được nhập vào Việt Nam sớm nhất. Từ năm 1974, được sự viện trợ của Cu Ba, Việt Nam đã nhập 2 dòng X và Y với số lượng lớn. Hai dòng này được tạo ra từ Canada từ những năm 1950. Sau một thời gian dài nuôi thích nghi tại xí nghiệp gà giống trứng dòng thuần Ba Vì, giống gà này được công nhận là giống gà trứng thuần chủng quốc gia và từ đó mang tên là BVX và BVY.

#### Gà Rohde Đỏ
Gà có nguồn gốc từ Hoa Kỳ, là giống kiêm dụng thịt trứng, vào giữa những năm 1980, gà Rôt đã được nhập nội từ Cuba vào nuôi tại Xí nghiệp gà Châu Thành, Nam Định, được chọn lọc và nuôi dưỡng tốt nên kết quả của đàn cũng cao hơn. Gà Rôt ít được sử dụng rộng rãi vì tính kiêm dụng. Tuy vậy, giống Rôt hay được chọn lọc và sử dụng vào việc tạo ra các giống đẻ trứng nâu. 

#### Gà New Hampshire
Gà được chọn lọc chủ yếu ở bang Newhamshire được sử dụng để tạo ra các giống gà chuyên trứng có sức sống cao. Với đặc điểm thuận lợi đó là sự di truyền màu sắc lông theo giới tính (autosex) nên gà Newhamshire được sử dụng trong công tác phân biệt trống mái theo màu lông khi gà con mới nở. 

#### Gà Brown Nick
Gà Brao-nic là giống gà công nghiệp hướng trứng có nguồn gốc từ Mỹ. Việt Nam nhập từ hãng gà Brown nick H & N Internationnal của Mỹ năm 1993. Gà mái có lông màu nâu, gà trống có lông màu trắng. Gà nhập từ Mỹ, gà mái có lông màu nâu, gà trống có lông màu trắng. Năng suất trứng đạt 280 – 300 trứng/ năm. Trứng có vỏ màu nâu. Gà mái bắt đầu đẻ khi 18 tuần tuổi. 

#### Gà Lohmann nâu
Lohmann Brown (Lô man Brao) là giống gà công nghiệp chuyên trứng được nhập từ Đức, trứng chúng có vỏ màu nâu. Gà mái thương phẩm có lông màu nâu. Gà Lohmann thịt được nhập vào Việt Nam từ Indonexia dưới dạng gà bố mẹ mới 2 năm gần đây, được nuôi nhiều ở Xí nghiệp gà Tam Dương (Vĩnh Phúc), là giống chuyên dụng để sản xuất ra gà thịt. 

#### Gà ISA nâu
Gà ISA là giống gà lai tạo công nghiệp gồm dòng gà ISA Brown là giống gà hướng trứng cao sản, Ở Việt Nam chúng được xếp vào nhóm gà siêu trứng cho năng suất cao và dòng Gà Isa Vedette là giống gà thịt của Pháp. 

#### Gà Hisex
Gồm Gà Hisex Brown (Hai-sêch Brao) và Hisex White (HW) là giống gà chuyên trứng màu nâu được nhập vào Việt Nam từ Thái Lan và được nuôi nhiều ở các tỉnh phía Nam. Giống gà Hisexwhiter là nền để lai tạo nên giống Gà VCN-G15, gà này có nguồn gốc từ gà trống Hisex White (từ Ucraina được nhập vào Việt Nam với giống gà mái thả vườn của Ai Cập. 

#### Gà Hy–Line
Là giống gà công nghiệp chuyên trứng từ Hoa Kỳ, từ năm 1995, gà giống Hy Line Brown của Mỹ đã được nhập vào Việt Nam nuôi ở một vài tỉnh phía Bắc, năm 2013, những con gà giống Hy Line đã có mặt trên thị trường Việt Nam với giá bán tương đương với các loại giống gà khác, chúng được nuôi tại Bình Dương, chúng cho trứng có vỏ màu nâu.

#### Gà Gold–Line
Gà Gôn lai 54 là giống gà công nghiệp chuyên trứng được nhập vào Việt Nam năm 1989 và trước đó là từ năm 1987, nuôi tại Xí nghiệp gà giống Ba Vì. Nhập khẩu vào Việt Nam gồm 4 dòng A, B, C, D. Trong đó 2 dòng A, B có màu lông cánh dán (Nâu), hai dòng C, D có màu lông trắng. Giống gà này được nuôi nhiều nhất ở các tỉnh Phía Bắc trong các khu vực nông thôn, miền núi, ven đô.

#### Gà Sussex
Giống gà được nuôi phổ biến ở Anh và các nước châu Âu khác với mục đích kiêm dụng thịt và trừng. Gà có hai màu lông vàng trắng vàng nâu với những đốm đen ở cổ và đuôi, mồng đơn trung bình, vành tai đỏ, da và chân trắng. Gà susex được sử dụng làm dòng mái để lai tạo ra gà hướng trứng cao sản và sử dụng phương thức autosex. 

#### Gà Babcock
Là giống gà công nghiệp hướng trứng có nguồn gốc từ Anh, được nhập về Việt Nam và nuôi phù hợp với điều kiện nuôi ở miền Nam. Mỗi năm con mái có thể đẻ 310 quả trứng. Trứng có vỏ màu nâu, nặng 60 - 62g. Tuổi đẻ quả trứng đầu tiên là 140-147 ngày. Tuổi đẻ đạt đỉnh cao 190 ngày. Sản lượng trứng 310 quả/mái/76 tuần tuổi. Khối lượng của trứng 62 gam. 

#### Gà Ai Cập
Gà Ai Cập (Fayoumi) hay gà siêu trứng là giống gà chuyên trứng được nhập vào Việt Nam từ Anh khoảng năm 2007 và được nuôi theo hướng gà chuyên lấy trứng, với sản lượng cao, rất thích hợp với môi trường Việt Nam. Thịt gà Ai Cập thơm ngon. Loài gà này rất phù hợp với khí hậu ở Mộc Châu, chóng lớn, ít bệnh tật.

#### Gà Séc
Là giống gà công nghiệp hướng trứng nhập từ Cộng hòa Czech. Được nuôi ở một số nơi như Hà Nội phát triển gà Séc đẻ trứng chất lượng cao. Giống gà này có nhiều đặc điểm giống với gà ta và cũng phù hợp với điều kiện chăm sóc nuôi dưỡng, khí hậu tại Việt Nam, phù hợp với hình thức nuôi gà hướng thịt bán công nghiệp, thả vườn.

#### Gà Hungary
Gà lông màu Hunggary hay còn gọi là gà Hung là một giống gà lông màu có nguồn gốc từ Hungary. Hiện nay, chúng đã được nhập nội vào Việt Nam và hình thành nên dòng gà VCN-Z15, tên đầy đủ là Yellow Godollo VCN-Z15 (trước kia có tên gọi là gà Zolo hay gà Hung).

#### Gà Shaver
Là một giống gà công nghiệp hướng trứng có ngồn gốc từ Canada. Chúng được hình thành dựa trên công nghệ Sex link. Ở Việt Nam, dòng Isa Shaver được Nhà nước Việt Nam công nhận là một giống vật nuôi được phép kinh doanh, sản xuất tại Việt Nam. Chúng là một trong những giống gia cầm nhập khẩu phổ biến để cung cấp cho nhu cầu sản xuất.

#### Gà Nagoya
Gà có nguồn gốc từ Nhật Bản tại tỉnh Nagoya. Chúng từng được nhập vào miền Nam Việt Nam nhưng không phổ biến do không hợp thị hiếu. Trong điều kiện chăn nuôi tốt, gà Nagoya tại xứ nóng miền Nam cũng đạt được năng suất trứng từ 150-180 quả một năm, cân nặng trên dưới 50g một quả. Dễ nuôi, thích nghi với phong thổ.

### Gà kiêm dụng
Gà kiêm dụng là giống gà sử dụng cho cả mục đích lấy thịt và lấy trứng, chúng có thể được nuôi theo hình thức gà thả vườn, thông thường, chúng là các giống gà công nghiệp lông màu, nhìn chung, người Việt Nam vẫn chuộng những thành phẩm thịt từ các giống gà lông màu thả vườn hơn là các giống gà lông trắng.
Dưới đây liệt kê (chưa đầy đủ) các giống gà nhập nội nuôi theo hình thức thả vườn ở Việt Nam hiện nay:

#### Gà Tam hoàng
Gà Tam Hoàng là giống nhập từ Quảng Đông, Trung Quốc, chúng nhập về nuôi thả vườn kiêm dụng thịt, trứng. Chúng có màu lông tương đối đồng nhất (dòng Jangcun: vàng nhạt; dòng 882: vàng sậm), chân cao và có màu vàng, da vàng (ba vàng = tam hoàng), mào đơn. Đây là một trong những giống gà ngoại nhập phổ biến.

#### Gà Lương Phượng
Gà Lương Phương hay gà Lương Phượng Hoa là giống gà hướng thịt nhập về từ Quảng Tây Trung Quốc, Gà Lương Phương (dòng LV, LV1, LV2, LV3) Gà có lông màu vàng có đốm nhiều màu, đa số có màu hoa mơ; da và chân màu vàng; ức sâu, nhiều thịt; mào đơn. 

#### Gà Sasso
Gà Sasso (phát âm gà Sắc-sô) là dòng gà thịt của Pháp nhập vào Việt Nam từ năm 2002, được nuôi nhiều ở Tam Đảo (Vĩnh Phúc), trại thực nghiệm Liên-Ninh (Hà Tây) và một số nơi ở miền Bắc. Gà Sasso có thể nuôi được từ Bắc vào Nam và hiện nay nuôi gà Sasso theo hướng thịt. Tại xí nghiệp gà giống Tam Đảo và trung tâm nghiên cứu gia cầm Vạn Phúc đã nhập 4 dòng ông bà và gà bố mẹ SA 31 L để lai tạo ra gà thịt. Chúng được nuôi theo kiểu gà thả vườn.

#### Gà Kabir
Gà Ka-bia là giống gà thả vườn mới nhập vào Việt Nam, Gà Kabir là giống gà chuyên thịt có nguồn gốc từ Israel. lông màu vàng sậm, ngực nở và sâu (thịt nhiều), chân vàng và cao, da vàng. lần đầu tiên từ tháng 7 năm 1997, ba đàn gà bố mẹ được nhập về từ Israel với 5000 mái dòng mẹ, 600 trống dòng bố,được nuôi ở một cơ sở giống ở phía Bắc và một cơ sở giống ở phía Nam

### Gà kiểng
Các giống gà kiểng được đưa vào trong nước với quy mô nhỏ nho giá thành những con gà này rất lớn. Phong trào nuôi gà kiểng rộ lên ở các thành phố lớn, nơi tập trung nhiều giới chơi sinh vật cảnh có điều kiện kinh tế và đam mê.
Dưới đây liệt kê (chưa đầy đủ) một số giống gà kiểng được nuôi ở Việt Nam hiện nay

#### Gà tre Thái Lan

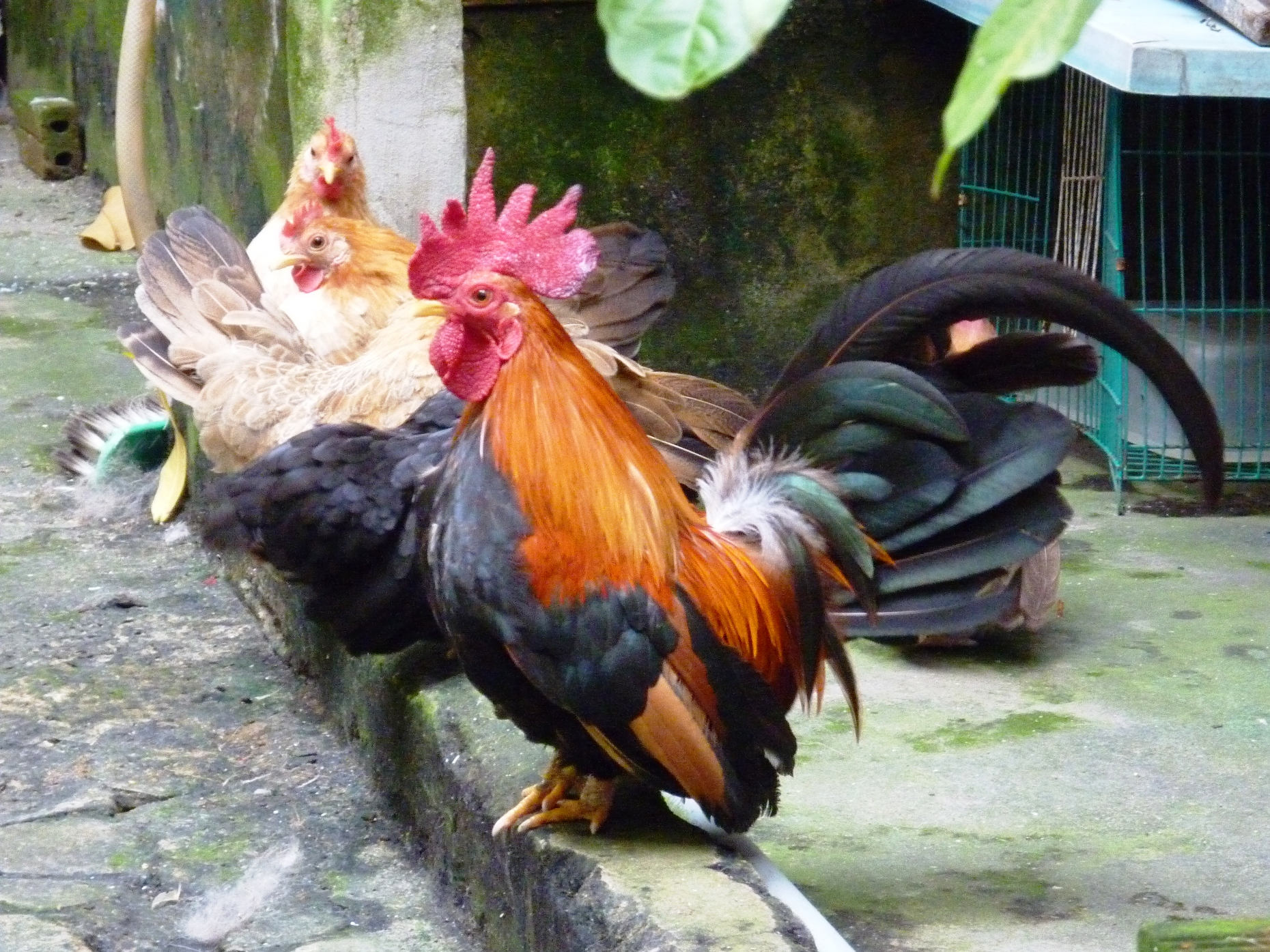
Một con gà tre Thái Lan được nuôi tại Việt Nam

Gà tre Thái Lan gọi chính xác là Gà tre Nhật, giống gà này còn được gọi là gà Thái hay gà tre Thái Lan do nguồn gốc của chúng ở Việt Nam được nhập thông qua thị trường Thái Lan là chủ yếu. Những con gà kiểng từ Thái Lan bắt đầu du nhập thị trường Việt Nam và nhanh chóng tạo nên cơn sốt, đỉnh điểm là vào năm 2008. 

#### Gà tre Mã Lai
Gà Serama hay còn gọi là gà tre Mã Lai, gà thượng lưu hay gà vương giả hay gà thành phố là một giống gà kiểng có nguồn gốc từ Mã Lai. Chúng được mua về để nuôi làm cảnh ở Hà Nội và Thành phố Hồ Chí Minh, chủ yếu là những người chủ có điều kiện kinh tế hay đại gia. Đây là một giống gà cảnh có hình thế đẹp và có giá thành rất đắt.

#### Gà vảy cá
Gà Sebright hay gà lai cá, du nhập vào Việt Nam (Hà Nội và Thành phố Hồ Chí Minh) khoảng vài năm trở lại đây, loại gà đặc biệt này nhanh chóng gây sốt và tạo thành trào lưu được nhiều dân chơi sinh vật cảnh ưa chuộng. Do giá đắt nên để tiết kiệm chi phí nhiều dân chơi gà đã tự nhân giống và không ngừng phát triển mô hình gà cảnh này ra nhiều tỉnh thành trên cả nước.

#### Gà Quý Phi
Gà quý phi hay còn gọi là gà Hoàng gia là một giống gà có nguồn gốc từ Anh. Hiện nay chúng được nuôi phổ biến để làm gà kiểng với đặc trưng là chiếc mào phật thủ. Ở Việt Nam hiện nay, gà quý phi đã được nhân giống rộng rãi, theo mô hình chăn nuôi được nhiều người có tiền chọn làm quà biếu trong các dịp lễ, Tết và chúng ngày càng trở nên đại trà hơn.

#### Gà lông lụa
Gà lông xù có nguồn gốc từ Trung Quốc và được nuôi làm gà kiểng, ở Việt Nam chúng được nhập về từ Thái Lan và Trung Quốc, nhiều người đã nhập về nuôi cho đẻ rồi cho ấp trứng để gây giống. Nhập từ nước ngoài về, đa số người chơi biết đến chúng qua mạng.

#### Ayam Cemani
Gà Ayam Cemani, hay thường được gọi với cái tên dân dã là gà đen Indo hay gà "Lamborghini" (một thương hiệu siêu xe nổi tiếng thế giới) để chứng tỏ độ quý hiếm, đắt đỏ của chúng. Hiện gà đen Lamborghini có hai loại, giống lông mượt và lông xước, trong đó giống lông xước có giá hơn lông mượt. Gà trưởng thành có giá khoảng 2.500 USD (tương đương với hơn 55 triệu đồng/con).

## Giống vịt
Là quốc gia có thế mạnh về thủy cầm nhưng Việt Nam cũng phải nhập một lượng lớn con giống vịt từ nước ngoài để đáp ứng cho nhu cầu thịt và trứng vịt. Nguồn cung con giống đến từ các nước châu Âu và nhất là đến từ phía Trung Quốc (vịt Triết Giang, vịt bầu cánh trắng). Các giống vịt nhập ngoại ở Việt Nam ngày nay gồm các nhóm vịt Siêu (vịt Super) với khả năng sản xuất cao như vịt siêu thịt, vịt siêu nạc, vịt siêu trứng.
Nhiều con giống vịt nhập lậu từ Trung Quốc không rõ nguồn gốc đã trà trộn vào các lò ấp ở vùng Đại Xuyên và bán với giá rẻ nhờ và ăn theo thương hiệu, rất nhiều khách hàng bị nhầm tưởng giống từ Đại Xuyên nhưng đó là nguồn trứng từ giống thương phẩm bố mẹ, nguồn trứng nhập lậu Trung Quốc vẫn âm thầm đổ bộ, trà trộn với giống Việt Nam, việc nhập lậu giống gia cầm Trung Quốc trở thành mánh lới làm ăn sinh lợi khổng lồ, ít nhất phân nửa số giống ở Đại Xuyên có nguồn gốc từ giống Trung Quốc.

### Vịt hướng thịt
Vịt hướng thịt là các giống chuyên về lấy thịt với đặc điểm chung là tầm vóc lớn, sinh trưởng nhanh. Thông thường các giống vịt nhập nội lấy thịt ở Việt Nam có đặc điểm chung là có bộ lông trắng tuyền, mỏ và chân màu vàng.
Dưới đây liệt kê (chưa đầy đủ) một số giống vịt hướng thịt ngoại nhập ở Việt Nam hiện nay:

#### Vịt Anh Đào
Vịt Anh đào hay vịt Cherry Valley có nguồn gốc từ thung lũng Anh Đào nước Anh, nhập vào miền Nam năm 1975. Là giống vịt được tạo ra từ Hãng Cherry V alley Farms Ltd. Vịt Anh Đào có màu lông trắng Việt Nam chỉ nhập vào những dòng vịt thịt màu trắng nặng cân trung bình nên chúng đều dài, ngực rộng và hơi nhô ra, bụng sâu và rộng, lông màu trắng tuyền, chân và mỏ đều có màu vàng da cam. 

#### Vịt Szarvas
Hay còn gọi là Vịt Anh Đào Hungary là giống vịt nhập khẩu từ Hungary vào tháng 6 năm 1990, nuôi nhân giống ở trại vịt giống Cẩm Bình - Hải Dương. Năm 1993 giống vịt Szarvas đã được Bộ Nông nghiệp & phát triển nông thôn cho phép đưa ra nuôi đại trà, trải qua 7 thế hệ. Giống vịt Szarvas được nuôi phổ biến ở Đồng bằng Bắc bộ. Vịt thích nghi tốt với điều kiện khí hậu Việt Nam, sức đề kháng bệnh tốt. Ở miền Bắc dùng giống vịt này làm dòng mái lai với Super M cho kết quả nuôi thịt rất tốt.

#### Vịt Grimaud
Vịt Grimaud hay còn gọi là vịt siêu nạc là giống vịt công nghiệp có nguồn gốc từ Pháp do tập đoàn GRIMAUD Pháp (Công ty Grimoud Frère) lai tạo mà thành. Giống vịt này được ứng dụng rộng rãi trong nhiều mô hình trang trại và có giá trị kinh tế cao được xuất bán rộng rãi ở nhiều nơi. Vịt thương phẩm đa dạng nhiều chủng loại vịt giống, hiện nay vịt Grimaud có ba chủng loại được nuôi phổ biến là STAR 42, STAR 53, STAR 76.

#### Vịt siêu thịt
Vịt siêu thịt (Super Meat) Vịt CVSuperM, M2, M2(i): Là vịt chuyên thịt có năng suất cao nhập từ Anh năm 1989. Vịt có màu lông trắng, mỏ và chân có màu vàng nhạt, ngực sâu, rộng, đùi phát triển. Vịt bố mẹ có tuổi đẻ ở tuần thứ 25, năng suất trứng cao.

#### Vịt chuyên thịt M14
M14 là giống vịt chuyên thịt, có nguồn gốc từ Cộng hòa Pháp, được nhập về Việt Nam năm 2005 và chính thức bổ sung giống vịt này vào danh mục giống vật nuôi Việt Nam. Việc phát triển vịt chuyên thịt M14 vào sản xuất đã được công nhận là tiến bộ kỹ thuật.

#### Vịt bầu cánh trắng
Vịt bầu cánh trắng hay còn gọi với các tên khác là Vịt khoang, Vịt lang được nhập vào Việt Nam theo con đường tiểu ngạch. Chúng là giống vịt được nuôi rộng rãi tại nhiều địa phương khác nhau đặc biệt là các vùng miền núi và từ Thanh Hóa trở ra Bắc. Chúng đang cạnh tranh quyết liệt với giống vịt cỏ Vân Đình của Việt Nam và đưa giống vịt này có nguy cơ mai một.

#### Vịt Bắc Kinh
Vịt Bắc Kinh được nhập chuyển tiếp từ Cộng hoà dân chủ Đức. Vịt Bắc Kinh nuôi ở Việt Nam có năng suất thịt tương đương vịt Cherry Valley. Hiện nay, vịt Bắc kinh được nuôi ở một số vùng để sản xuất vịt thương phẩm nuôi lấy thịt và lai tạo với vịt địa phương để sản xuất vịt nai nuôi lấy thịt.

### Vịt hướng trứng
Là các giống vịt nhập nội để nuôi lấy trứng, chúng sinh trưởng nhanh, mắn đẻ, năng suất cao, trứng có khối lượng, kích cỡ lớn.
Dưới đây liệt kê (chưa đầy đủ) một số giống vịt hướng trứng ngoại nhập ở Việt Nam:

#### Vịt Khaki Campbell
Vịt Khali Campbell (phát âm như là vịt Ka-ki Cam-bơn) là giống vịt chuyên chứng được tạo ra ở Anh vào năm 1901 và đã được nuôi ở nhiều nước trên thế giới. Vịt được nhập vào Việt Nam năm 1990, và được đem nuôi ở vùng cao vì có thể nuôi khô (vịt nuôi không cần có hồ, ao).

#### Vịt chạy Ấn Độ
Ở Việt Nam có nhiều loại vịt nhưng hai loại vịt thường nuôi để lấy trứng là vịt cỏ và vịt chạy Ấn Độ (Coureur Indien). Vịt chạy Ấn Độ trứng lớn hơn, mỗi quả khoảng 70-80g.

#### Vịt siêu trứng
Vịt CV2000 Layer là giống vịt chuyên trứng của Anh được nhập vào năm 1977 và 2001. Vịt có thân hình nhỏ, lông màu trắng, mỏ và chân màu vàng nhạt, vỏ trứng màu trắng và màu xanh. Năng suất trứng 260 - 300 quả/mái/năm.

#### Vịt Triết Giang
Vịt Triết Giang là giống vịt siêu trứng nổi tiếng, có nguồn gốc từ tỉnh Triết Giang của Trung Quốc nhập vào Việt Nam năm 2005, được các cơ sở giống tiến hành nuôi giữ, chọn lọc để có năng suất và chất lượng cao. Vịt thích hợp với nhiều phương thức nuôi khác nhau, có thể nuôi trên khô không cần nước bơi lội (nhốt trong chuồng, nuôi trên vườn cây) hoặc nuôi nhốt kết hợp với nuôi cá (cá - vịt), nuôi thả đồng có khoanh vùng kiểm soát.

## Giống ngan
Hiện nay, Việt Nam mới chỉ nhập nội giống ngan từ Pháp. Việt Nam cũng là lai tổ hợp từ giống ngan nhập ngoại với giống vịt trong nước cho ra tổ hợp con lai ngan vịt.

### Ngan Pháp
Ngan Pháp Là giống ngan nhà có nguồn gốc từ Pháp và có nhiều dòng khác nhau, trong đó có đặc điểm chung là có sản lượng trứng cao và ổn định. Tuổi thành thục sinh dục con trống 28- 29 tuần tuổi. Trung bình, sản lượng trứng qua 2 chu kỳ đẻ đạt 200-210 quả/mái/năm, tỷ lệ phối cao từ 93-94%, tỷ lệ ấp nở 88%. Các dòng ngan Pháp ở Việt Nam gồm: R31, R41, R51, R61, R71, dòng siêu nặng.

## Giống ngỗng

### Ngỗng Reinland
Ngỗng Reinland (phát âm như là ngỗng Rên hay ngỗng Rê-nan) giống này được nhập vào Việt Nam năm 1976 từ Hungari. Ngỗng được nuôi ở nhiều nơi thuộc vùng Đồng bằng Sông Hồng như: Gia Lâm, Đông Anh (Hà Nội), Cẩm Giàng (Hải Dương), Khoái Châu (Hưng Yên), Yên Phong, Việt Yên (Bắc Giang), Vĩnh Yên, Vĩnh Lạc (Vĩnh Phúc). 

### Ngỗng Hunggary
Là giống ngỗng được nuôi chính ở Việt Nam  hình thành từ giống ngỗng địa phương với giống ngỗng Trung Quốc. Đời con cho màu lông xám và lông trắng. Ngỗng Hungari có khẳ năng thích nghi tốt với hoàn cảnh sống tự nhiên và tận dụng thức ăn tự nhiên tốt. 

### Ngỗng Ý
Ngỗng Ý còn gọi là ngỗng mào Ý, chúng từng được nhập về Việt Nam để nuôi thử nghiệm nhưng không phổ biến. Thức ăn tiêu tốn để sản xuất 1 kg thịt hơi là 3 kg thức ăn tinh và 3 kg rau (lúc 49 ngày tuổi). 

## Giống chim

### Bồ câu Pháp
Bồ câu Pháp là giống bồ câu được nuôi tại Việt Nam, đây là giống bồ câu cao sản cho năng suất cao, cạnh tranh quyết liệt với giống bồ câu nội của Việt Nam, giống bồ câu Pháp có thể phân thành 02 dòng là: 
- Dòng Mimas (Bồ câu Mimas): Những con chim có bộ lông đồng nhất màu trắng.
- Dòng Titan (Bồ câu Titan): Chim bồ câu có bộ lông phong phú đa dạng hơn chúng có nhiều màu như trắng, đốm, xám, nâu.

### Đà điểu
Hiện nay trên thị trường, thịt đà điểu cũng dần được ưa chuộng
- Đà điểu châu Phi (Ostrich) (dòng Zim, Aust, Blue, Black) và các tổ hợp lai;
- Đà điểu Emu (Dòng BV1, BV2, BV3, BV4).

### Cút
Cút nhà cũng được nuôi rộng rãi tại Việt Nam để lấy thịt chim cút và trứng cút. Các giống thuần phổ biến nhất là chim cút Coturnix (còn được gọi là chim cút Nhật Bản). Các giống chim cút đang được nuôi ở Việt Nam chủ yếu bắt nguồn từ Nhật Bản và Trung Quốc và ngày nay bị pha tạp nhiều, do ít chú trọng đến công tác chọn lọc, chọn phối.

## Giống thỏ
Việt Nam cũng đã nhập nội nhiều giống thỏ để nuôi nhân giống lấy thịt là chủ yếu, những năm gần đây có nhiều giống thỏ kiểng cũng được nhập vào Việt Nam. Ngành chăn nuôi thỏ đang được định hướng phát triển để trở thành một ngành chăn nuôi hàng hóa, những giống thỏ ngoại năng suất cao như thỏ lai New Zealand, Angora, California sẽ thay thế dần những giống thỏ truyền thống năng suất thấp. Các giống thỏ ngoại chỉ nuôi 3,5-4 tháng tuổi đã đạt trọng lượng bình quân 2-2,5 kg/con, sau 5 tháng tuổi đạt 3–4 kg/con. Đặc biệt, thỏ ngoại có khả năng sinh sản khá cao, thỏ cái sau 5-6 tháng nuôi bắt đầu sinh sản, bình quân mỗi năm đẻ 6-8 lứa, mỗi lứa 6-8 con.

### Thỏ lấy thịt
Ở Việt Nam, ít khi thấy thịt thỏ bày bán ở các chợ. Mỗi năm bình quân 87 người chỉ ăn một con thỏ, tập quán sử dụng thịt thỏ của người dân Việt Nam chưa phổ thông như những loại thịt gia súc khác, đa số người tiêu dùng bình dân đều nghĩ rằng, thịt thỏ là loại đặc sản.
Dưới đây liệt kê (chưa đầy đủ) một số giống thỏ nuôi lấy thịt nhập nội ở Việt Nam hiện nay:

#### Thỏ Newzealand
Thỏ New Zealand trắng có lông trắng bông dày, mắt đỏ hồng. Đây là giống thỏ được nuôi ngày càng phổ biến. Trọng lượng con trưởng thành khoảng 4,5–5 kg/con, động dục lúc 4-4,5 tháng tuổi, phối giống lần đầu khoảng 5-6 tháng tuổi. Trung bình mỗi năm thỏ New Zealand đẻ 6-7 lứa, mỗi lứa 7-8 con. T

#### Thỏ California
Hay còn gọi là Thỏ Cali Có hình dạng thân trắng toát, trừ các bộ phận như tai, chót mũi, cẳng chân và đuôi có lông đen. Đây là giống thỏ to con, con trưởng thành nặng tầm 5 kg và được giới nuôi thỏ thịt chuộng nuôi. Thỏ California được nuôi nhiều vì là giống dễ nuôi, ít bệnh tật, mắn để và nhiều sữa.

#### Thỏ Hungari
Là giống thỏ có từ hơn 200 năm trước, đầu tiên nó được gọi là Hungary Agouti, rồi sau đó là Hungary Giant, bởi vì nó được lai tạo trong các màu sắc khác cũng thêm vào. Trong độ tuổi trưởng thành nó chỉ nặng 5–7 kg, và nó là một khả năng sinh sản cao. 

#### Thỏ Panon
Giống thỏ này xuất phát từ dòng của giống New Zealand trắng được chọn lọc về khả năng tăng trọng và trọng lượng trưởng thành tạo nên. Thỏ Panon cũng giống như thỏ New Zealand nhưng tăng trọng cao hơn. Giống thỏ này cũng đã được nuôi đạt kết quả ở nhiều vùng ở Việt Nam. 

#### Thỏ Mỹ
Thỏ Mỹ là giống thỏ có nguồn gốc từ Mỹ, được lai tạo giữa 3 giống thỏ Chinchila, thỏ Nga, thỏ New Zealand. Là giống thỏ tầm trung, trọng lượng trung bình 4,5 – 5 kg. Giống thỏ này được nuôi nhiều ở Việt Nam, chủ yếu để lấy thịt.

### Thỏ cưng
Thỏ cưng là giống thỏ nuôi để làm cảnh, làm bầu bạn, những giống này nuôi hạn chế và để phục vụ cho nhu cầu của một số gia đình.

#### Thỏ Pháp
Thỏ Bỉ lớn hay Flemish Giant được nuôi tại Việt Nam trước năm 1960 và chúng còn được gọi là thỏ Pháp. Trước năm 1975, giống thỏ Pháp này được nuôi làm cảnh cho nên ít được phổ biến rộng rãi. Việt Nam cũng dùng giống này là nguyên liệu để lai giống với thỏ địa phương (thỏ ta).

#### Thỏ sư tử
Là giống thỏ nuôi làm kiểng được nhập vào Việt Nam gần đây và được giới trẻ quan tâm săn lùng như một thú nuôi độc lạ tại Thành phố Hồ Chí Minh. Thỏ sư tử tại Việt Nam thuộc dòng thỏ nhỏ, thường có giá trên 1 triệu đồng/con.

## Giống Ong mật

### Ong Ý
Ong ý hay còn gọi là ong mật ngoại hay ong mật Ý là giống ong có năng suất cao và chất lượng mật cao, lại dễ nuôi vì ong ít bỏ đàn. Nhìn chung, chúng là giống ong cho năng suất mật rất lớn hiện nay, phục vụ cho nhu cầu xuất khẩu. Những năm 1970 Việt Nam nhập nội giống ong mật từ nước Ý nên được gọi là ong Ý, người Pháp và sau đó là người Trung Quốc đã tìm cách để du nhập giống ong này vào Việt Nam. Hiện nay có ý kiến cho rằng đây là loài ngoại lai xâm hại. 

## Giống Tằm tơ
Nếu như trước đây 90% giống dâu, tằm có nguồn gốc từ Trung Quốc, Ấn Độ thì nay người trồng dâu, nuôi tằm trên địa bàn tỉnh Lâm Đồng đã chuyển sang nuôi trồng giống dâu, tằm nội địa
- Tằm Lưỡng hệ
- Tằm Đa hệ
- Tằm Thầu dầu lá sắn
- Tằm GQ 2218
- Tằm lai TN 1278
- Tằm lưỡng hệ nguyên Đ2
- Tằm lưỡng hệ nguyên E38
- Tằm lai GQ 2218
- Tằm lưỡng hệ nguyên Larec 1
- Tằm lưỡng hệ nguyên Larec 2
- Tằm lưỡng hệ nguyên Larec 7
- Tằm lưỡng hệ nguyên Larec 8
- Tằm lai TN 1278[34]
- Tằm ngoại 01, 02, A1, A2, A, B, C, D... và các tổ hợp lai của chúng.